# パット・ブーン
パット・ブーンことパトリック・チャールズ・ユージーン・ブーン（Patrick Charles Eugene Boone a.k.a. Pat Boone, 1934年6月1日 - ）は、アメリカ合衆国出身のポピュラー音楽の歌手。

## 来歴・人物

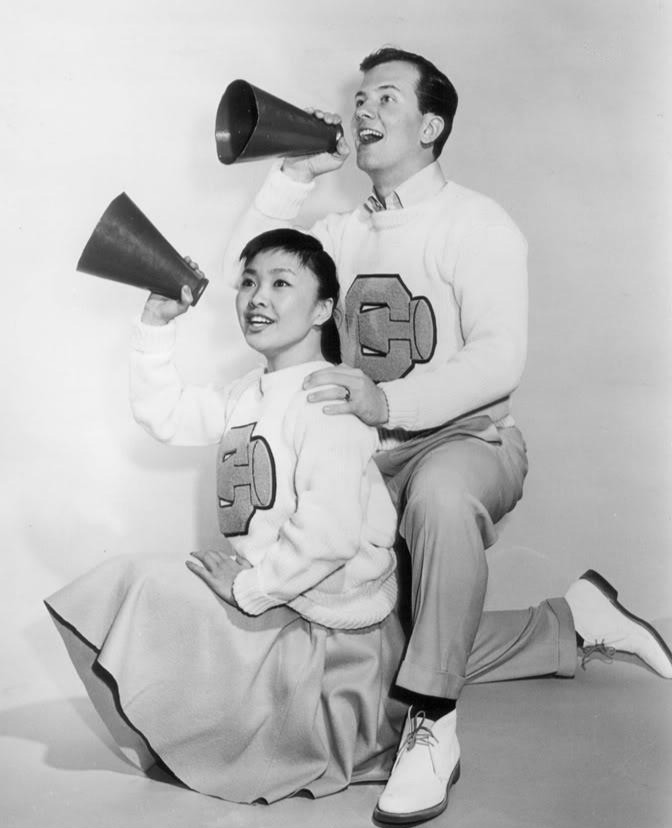
パット・スズキとともに。1959年。

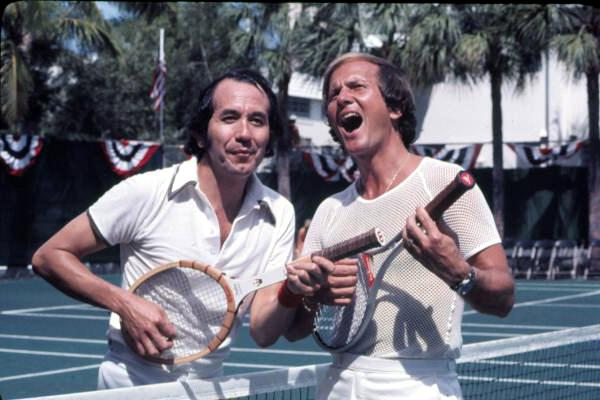
トリニ・ロペス（左）とパット・ブーン（右）。1975年3月。

フロリダ州ジャクソンビル出身。西部開拓史上の英雄ダニエル・ブーンの子孫で、娘は歌手のデビー・ブーンである。
映画『十字架と飛び出しナイフ』で、クリスチャン俳優として知られるようになった。
1997年に『メタルバカ一代』(原題:In a Metal Mood)と題したハード・ロック、ヘヴィ・メタルのカバー・アルバムを発表(ゲストにリッチー・ブラックモアやロニー・ジェイムス・ディオ等が参加)、話題を呼ぶ。しかし敬虔なキリスト教信者として知られ、ゴスペルシンガーと認知されていたブーンが、ハーレーにまたがり、ヘルズ・エンジェルスばりのレザーファッションに身を固め公の場に現れた時、保守的なキリスト教徒から大きな反発が起こり、レギュラー出演していたゴスペル番組の司会者を解雇されることとなった。
自身のレコードレーベルPat Boone's Gold Labelを擁し、自身の作品ばかりではなく、ジャック・ジョーンズ、グレン・キャンベル、ザ・ベンチャーズ、レターメンなどベテラン・エンターテイナーの新作も発表している。

## ディスコグラフィ
- 「砂に書いたラブレター」
- 「四月の恋」

## 日本公演
- 1975年

6月14日 東京厚生年金会館、25日,26日 中野サンプラザ
- 1977年

4月20日,21日 神奈川県立県民ホール、22日 日本武道館、23日 堺市民会館(2回公演)、24日 京都府勤労会館、24日 大阪毎日ホール、25日 西宮市民会館、27日,28日,29日 名古屋市公会堂
- 1979年　with デビー・ブーン

10月28日 中野サンプラザ、29日 北海道厚生年金会館、30日 フェスティバルホール、31日 福岡市民会館、11月1日 名古屋市公会堂、2日 那覇市民会館
- 1999年

12月5日 東京厚生年金会館、7日 フェスティバルホール、9日 福岡サンパレス、10日 愛知県芸術劇場、11日 オーチャードホール、15日 静岡市民文化会館、17日 ゆうぽうと簡易保険ホール